# サンコンタクトレンズ
株式会社サンコンタクトレンズは、京都市に本社と工場を持つコンタクトレンズメーカー。
多種多様なデザインと特殊加工に強みを持ち、カスタムメイドハードレンズを主力とする。
1979年、プラチドを用いた角膜形状検査機器PKS1000を京都府立医科大学と開発した。開発を契機に強度角膜不正乱視や白内障手術後、レーシック術後用など特殊な眼形状にも対応できるハードコンタクトレンズの知識と技術を有した。
2016年、難病スティーヴンス・ジョンソン症候群（SJS）及び中毒性表皮壊死症（TEN）の眼後遺症用のコンタクトレンズを発売した。
2020年12月、京都市中京区から下京区に移転。